# Margery Hinton
Margery Hinton (Mánchester, 25 de junio de 1915-Mánchester, 18 de febrero de 1996) fue una deportista británica que compitió en natación. Ganó tres medallas de bronce en el Campeonato Europeo de Natación entre los años 1931 y 1938.

## Palmarés internacional
| Campeonato Europeo | Campeonato Europeo    | Campeonato Europeo | Campeonato Europeo |
| Año                | Lugar                 | Medalla            | Prueba             |
| ------------------ | --------------------- | ------------------ | ------------------ |
| 1931               | París (Francia)       | Medalla de bronce  | 200 m braza        |
| 1934               | Magdeburgo (Alemania) | Medalla de bronce  | 4 × 100 m libre    |
| 1938               | Londres (Reino Unido) | Medalla de bronce  | 4 × 100 m libre    |